# Championnats d'Irlande de tennis de table
Les Championnats d'Irlande de tennis de table (Irish National Championships) sont une compétition organisée par l'Association irlandaise de tennis de table (table tennis Ireland) qui a lieu tous les ans depuis 1937,  pour les joueurs de tennis de table irlandais, dont les vainqueurs remportent le titre de champion d'Irlande. Les quartes provinces irlandaises participent à la compétition.
Les vainqueurs des simples messieurs et dames se voient décerner le trophée Eddie Limberg.
Il existe également un championnat par équipes interprovincial.

## Histoire
Colum Slevin est considéré comme le plus grand joueur irlandais de tous les temps remportant à huit reprises le simple messieurs.
Plus récemment John Murphy s'est distingué 5 titres et Paul McCreery avec 4 titres, alors que Mia O’Rahilly Egan est quadruple tenante du titre chez les dames.
Le championnat s'est structuré depuis les années 2000-2010 avec de nouvelles catégories.

## Palmarès
| Année          | Simple messieurs  | Simple dames       | Double messieurs                | Double dames                         | Double mixte                 |
| -------------- | ----------------- | ------------------ | ------------------------------- | ------------------------------------ | ---------------------------- |
| 2025 Craigavon | Tom Davis         | Mia O’Rahilly Egan | Gavin Maguire / Tom COLVIN      | Sabina DEVEREUX / Mia O’RAHILLY EGAN |                              |
| 2024           | Tom Davis         | Mia O’Rahilly Egan | Tom Colvin & Kristijonas Dapkus | Sabina Devereux & Mia O’Rahilly Egan |                              |
| 2023 Maynooth  | Alex Gillen       | Mia O'Rahilly Egan | Alex Gillen/Joey Nelson         | Sabina Devereux/Claire Heller        |                              |
| 2022           | Alex Gillen       | Mia O’Rahilly Egan |                                 |                                      |                              |
| 2021           | Alex Gillen       | Rebecca Finn       |                                 |                                      |                              |
| 2020 Dublin    | Ashley Robinson   | Sophie Earley      |                                 |                                      |                              |
| 2019 Lisburn   | Owen Cathcart     | Sophie Earley      | Gavin Maguire et Alex Gillen    | O'Rahilly-Egan et Wawrzyniak         | Gavin Maguire/Sophie Earley  |
| 2018 Dublin    | Gavin Maguire     | Mia O’Rahilly Egan |                                 |                                      |                              |
| 2017 Dublin    | Paul McCreery     | Katie McGlone      |                                 |                                      |                              |
| 2016 Tallaght  | Gavin Maguire     | Ashley Givan (5)   |                                 |                                      |                              |
| 2015 Tallaght  | Paul McCreery     | Ashley Givan (4)   |                                 |                                      |                              |
| 2014           | Paul McCreery     | Emma Ludlow        | Paul McCREERY et John MURPHY    | Ashley GIVAN et Amanda MOGEY         | Katie McGLONE et John MURPHY |
| 2013           | Paul McCreery     | Ashley Givan (3)   |                                 |                                      |                              |
| 2012           | John Murphy       | Amanda Mogey       |                                 |                                      |                              |
| 2011           | John Murphy       | Ashley Givan (2)   | MCCREERY/MURPHY                 | WYSE/DEVANEY                         |                              |
| 2010           | John Murphy       | Ashley Givan       | MURPHY/NOLAN                    | DOLAN/DENNETT                        |                              |
| 2009           | Gavin Maguire     | NA Liu             |                                 |                                      |                              |
| 2008           | John Murphy       | Amanda Mogey       |                                 |                                      |                              |
| 2007           | John Murphy       | Amanda Mogey       | P. Graham & J. Murphy           |                                      |                              |
| 2006           | Brian Fitzgerald  | Leslie Harrington  |                                 |                                      |                              |
| 2005           | Brian Fitzgerald  | Tara Fusco         |                                 |                                      |                              |
| 2004           | Andrew Dennison   | Jenny Harrison     |                                 |                                      |                              |
| 2003           | Jason Sugrue      | Jing Yi Gao        |                                 |                                      |                              |
| 2002           | Andrew Dennison   | Tara Fusco         |                                 |                                      |                              |
| 2001           | Alan Monks        | Andrea Glover      |                                 |                                      |                              |
| 2000           | Alan Monks        | Michelle McGreevey |                                 |                                      |                              |
| 1999           | Jonathan Cowan    | Noelle Lennon      |                                 |                                      |                              |
| 1998           | Jonathan Cowan    | Andrea Glover      |                                 |                                      |                              |
| 1997           | Jonathan Cowan    | Andrea Glover      |                                 |                                      |                              |
| 1996           | Jonathan Cowan    | Andrea Glover      |                                 |                                      |                              |
| 1995           | Andrew Dennison   | Jennifer Thompson  |                                 |                                      |                              |
| 1994           | Jonathan Cowan    | Jennifer Thompson  |                                 |                                      |                              |
| 1993           | Jonathan Cowan    | Geraldine Greene   |                                 |                                      |                              |
| 1992           | Sean Spelman      | Jennifer Thompson  |                                 |                                      |                              |
| 1991           | Sean Spelman      | Jennifer Reid      |                                 |                                      |                              |
| 1990           | Thomas Heasley    | Jennifer Reid      |                                 |                                      |                              |
| 1989           | Andrew Dennison   | Jennifer Reid      |                                 |                                      |                              |
| 1988           | Martin Kinsella   | Nora McEvoy        |                                 |                                      |                              |
| 1987           | Colum Slevin      | Anne Leonard       |                                 |                                      |                              |
| 1986           | Kevin Keane       | Anne Leonard       |                                 |                                      |                              |
| 1985           | Derek Weir        | Anne Leonard       |                                 |                                      |                              |
| 1984           | Colum Slevin      | Elizabeth Cheevers |                                 |                                      |                              |
| 1983           | Colum Slevin      | Elizabeth Cheevers |                                 |                                      |                              |
| 1982           | Colum Slevin      | Anne Leonard       |                                 |                                      |                              |
| 1981           | Colum Slevin      | Anne Leonard       |                                 |                                      |                              |
| 1980           | Colum Slevin      | Anne Leonard       |                                 |                                      |                              |
| 1979           | Colum Slevin      | Karen Senior       |                                 |                                      |                              |
| 1978           | Colum Slevin      | Anne Leonard       |                                 |                                      |                              |
| 1977           | Thomas Caffrey    | Karen Senior       |                                 |                                      |                              |
| 1976           | Thomas Caffrey    | Karen Senior       |                                 |                                      |                              |
| 1975           | James Langan      | Karen Senior       |                                 |                                      |                              |
| 1974           | James Langan      | Karen Senior       |                                 |                                      |                              |
| 1973           | Clifford Thompson | Kyra Stewart       |                                 |                                      |                              |
| 1972           |                   |                    |                                 |                                      |                              |
| 1971           |                   |                    |                                 |                                      |                              |
| 1970           | James Langan      | Kyra Stewart       |                                 |                                      |                              |
| 1969           | James Langan      | Joan Fitzsimons    |                                 |                                      |                              |
| 1968           | James Langan      | Joy Geary          |                                 |                                      |                              |
| 1967           |                   | Joan Fitzsimons    |                                 |                                      |                              |
| 1966           | Thomas Caffrey    | Betty Butler       |                                 |                                      |                              |
| 1965           | James Langan      | Rhonda Buick       |                                 |                                      |                              |
| 1964           |                   |                    |                                 |                                      |                              |
| 1963           | Thomas Caffrey    | Violet Lambert     |                                 |                                      |                              |
| 1962           | Thomas Caffrey    | Violet Lambert     |                                 |                                      |                              |
| 1961           | Carol McBride     | Violet Lambert     |                                 |                                      |                              |
| 1960           | Carol McBride     | Violet Lambert     |                                 |                                      |                              |
| 1959           | Thomas Caffrey    | Joy Geary          |                                 |                                      |                              |
| 1958           | Harry O'Prey      | Jean Lynn          |                                 |                                      |                              |
| 1957           | Thomas Caffrey    | M Lyons            |                                 |                                      |                              |
| 1956           | Ernest Allen      | M Lyons            |                                 |                                      |                              |
| 1955           | Sean Clerkin      | Joy Owens          |                                 |                                      |                              |
| 1954           |                   |                    |                                 |                                      |                              |
| 1953           | Victor Mercer     | Joy Owens          |                                 |                                      |                              |
| 1952           | Victor Mercer     | Deirdre Fearon     |                                 |                                      |                              |
| 1951           | Ivan Martin       | Joy Owens          |                                 |                                      |                              |
| 1950           | Ivan Martin       | Florrie Dawkins    |                                 |                                      |                              |
| 1949           |                   |                    |                                 |                                      |                              |
| 1948           | Victor Mercer     | Mina Minshull      |                                 |                                      |                              |
| 1947           | Victor Mercer     | Catherine Egan     |                                 |                                      |                              |
| 1946           | Victor Mercer     | Bunny Cooper       |                                 |                                      |                              |
| 1945           | Hubert Wine       | Bunny Cooper       |                                 |                                      |                              |
| 1944           | Harry Thuillier   | M Flavin           |                                 |                                      |                              |
| 1943           | Harry Thuillier   | Florrie Dawkins    |                                 |                                      |                              |
| 1942           |                   |                    |                                 |                                      |                              |
| 1941           | Cyril Kemp        | Tessie Whelan      |                                 |                                      |                              |
| 1940           | Cyril Kemp        | Tessie Whelan      |                                 |                                      |                              |
| 1939           | Cyril Kemp        | Evelyn Yeates      |                                 |                                      |                              |
| 1938           | Cyril Kemp        | Tessie Whelan      |                                 |                                      |                              |
| 1937           | G J Hussey        | Tessie Whelan      |                                 |                                      |                              |